# Marina Arzamasowa
Maryna Alaksandrauna Arzamasawa (biał.: Марына Аляксандраўна Арзамасава; ros.: Марина Александровна Арзамасова, Marina Aleksandrowna Arzamasowa; ur. 17 grudnia 1987 w Mińsku) – białoruska lekkoatletka specjalizująca się w biegu na 800 metrów.
Jej pierwszą międzynarodową imprezą o randze mistrzowskiej były mistrzostwa świata juniorów w Pekinie, na których odpadła w eliminacjach (2006). W 2011 zdobyła złoto światowych wojskowych igrzysk sportowych oraz odpadła w półfinale podczas mistrzostw świata w Daegu. Srebrna medalistka mistrzostw Europy z Helsinek po dyskwalifikacji Jeleny Arżakowej (2012). W tym samym roku reprezentowała Białoruś na igrzyskach olimpijskich w Londynie, na których odpadła w eliminacjach. W 2013 zdobyła brąz podczas halowych mistrzostw Europy w Göteborgu. Półfinalistka mistrzostw świata w Moskwie (2013). W 2014 zdobyła brąz halowych mistrzostw świata w Sopocie oraz stanęła na najwyższym stopniu podium mistrzostw Europy w Zurychu. Rok później została mistrzynią świata (Pekin, 2015). Siódma zawodniczka igrzysk olimpijskich w Rio de Janeiro (2016).
Wielokrotna medalistka mistrzostw Białorusi oraz reprezentantka kraju w halowym pucharze Europy oraz drużynowym czempionacie Europy.
Rekordy życiowe w biegu na 800 metrów: stadion – 1:57,54 (27 sierpnia 2015, Pekin); hala – 2:00,79 (9 marca 2014, Sopot).
Żona Ilji Arzamasawa, z którym ma córkę Aleksandrę.

## Osiągnięcia
| Rok  | Impreza                                 | Miejsce        | Konkurencja             | Lokata      | Wynik   |
| ---- | --------------------------------------- | -------------- | ----------------------- | ----------- | ------- |
| 2006 | Mistrzostwa świata juniorów             | Pekin          | bieg na 800 metrów      | eliminacje  | 2:09,30 |
| 2008 | Halowy puchar Europy                    | Moskwa         | bieg na 800 metrów      | 8. miejsce  | 2:05,47 |
| 2011 | Superliga drużynowych mistrzostw Europy | Sztokholm      | bieg na 800 metrów      | 4. miejsce  | 2:00,62 |
| 2011 | Światowe wojskowe igrzyska sportowe     | Rio de Janeiro | bieg na 800 metrów      | 1. miejsce  | 2:01,39 |
| 2011 | Mistrzostwa świata                      | Daegu          | bieg na 800 metrów      | półfinał    | 2:02,13 |
| 2012 | Halowe mistrzostwa świata               | Stambuł        | bieg na 800 metrów      | eliminacje  | 2:02,05 |
| 2012 | Mistrzostwa Europy                      | Helsinki       | bieg na 800 metrów      | 2. miejsce  | 2:01,02 |
| 2012 | Igrzyska olimpijskie                    | Londyn         | bieg na 800 metrów      | eliminacje  | 2:08,45 |
| 2013 | Halowe mistrzostwa Europy               | Göteborg       | bieg na 800 metrów      | 3. miejsce  | 2:01,21 |
| 2013 | Superliga drużynowych mistrzostw Europy | Gateshead      | bieg na 800 metrów      | 4. miejsce  | 2:02,45 |
| 2013 | Mistrzostwa świata                      | Moskwa         | bieg na 800 metrów      | półfinał    | 2:01,19 |
| 2014 | Halowe mistrzostwa świata               | Sopot          | bieg na 800 metrów      | 3. miejsce  | 2:00,79 |
| 2014 | Mistrzostwa Europy                      | Zurych         | bieg na 800 metrów      | 1. miejsce  | 1:58,15 |
| 2014 | Puchar interkontynentalny               | Marrakesz      | bieg na 800 metrów      | 3. miejsce  | 2:00,31 |
| 2015 | Superliga drużynowych mistrzostw Europy | Czeboksary     | bieg na 800 metrów      | 4. miejsce  | 2:00,87 |
| 2015 | Mistrzostwa świata                      | Pekin          | bieg na 800 metrów      | 1. miejsce  | 1:58,03 |
| 2015 | Światowe wojskowe igrzyska sportowe     | Mungyeong      | bieg na 800 metrów      | 2. miejsce  | 2:00,57 |
| 2016 | Igrzyska olimpijskie                    | Rio de Janeiro | bieg na 800 metrów      | 7. miejsce  | 1:59,10 |
| 2017 | IAAF World Relays                       | Nassau         | sztafeta 4 × 800 metrów | 2. miejsce  | 8:20,07 |
| 2017 | Superliga drużynowych mistrzostw Europy | Lille          | bieg na 800 metrów      | 7. miejsce  | 2:04,86 |
| 2017 | Superliga drużynowych mistrzostw Europy | Lille          | sztafeta 4 × 400 metrów | 11. miejsce | 3:38,28 |
| 2017 | Mistrzostwa świata                      | Londyn         | bieg na 800 metrów      | eliminacje  | 2:01,92 |